# 東根市立第二中学校
東根市立第二中学校（ひがしねしりつ だいにちゅうがっこう）は、山形県東根市大字蟹沢に所在する公立中学校。

## 沿革
- 1958年（昭和33年）
  - 9月 - 東根町立小田島、長瀞両中学校の統合により東根町立第二中学校が開校
  - 11月 - 東根市立第二中学校に校名変更
- 1967年（昭和42年）7月 - プール完成
- 1999年（平成11年）9月 - 新校舎完成
- 2000年（平成12年）
  - 2月 - 体育館完成
  - 6月 - 新プール完成

## 学区
- 東根市立長瀞小学校、東根市立小田島小学校
  - 主に東根市北西部の学区である。

## 生徒数
| 年度 | 男子 | 女子 | 計  |
| ---- | ---- | ---- | --- |
| 2009 | 99   | 78   | 177 |
| 2008 | 101  | 95   | 196 |
| 2007 | 110  | 98   | 208 |
| 2006 | 106  | 98   | 204 |
| 2005 | 109  | 105  | 214 |
| 2004 | 113  | 122  | 235 |
| 2003 | 115  | 132  | 247 |
| 2002 | 121  | 131  | 252 |